# William Jaramillo Gómez
William Jaramillo Gómez (Medellín, 7 de julio de 1935-Bogotá, 28 de febrero de 2001) fue un político y diplomático colombiano.

## Biografía
Nació en Medellín, hijo del médico conservador Joaquín Jaramillo y de la liberal Marina Gómez. 
Realizó estudios de bachillerato en el Colegio de San Ignacio y graduado de ingeniería eléctrica en la Universidad Pontificia Bolivariana, allí fue compañero de otros grandes líderes políticos del departamento de Antioquia, como el conservador Juan Gómez Martínez y el liberal Gilberto Echeverri Mejía. Se desempeñó como profesor de economía en la Universidad de Medellín y la Universidad Pontificia Bolivariana. Fue vicepresidente de Industrias alimenticias Noel.

### Carrera política
Inició su carrera política en 1966 como miembro del Partido Liberal Colombiano, donde se desempeñó como secretario de la presidencia de Carlos Lleras Restrepo, fue elegido concejal de Medellín, diputado de la Asamblea de Antioquia, Representante a la Cámara y senador, durante varios períodos, protagonizando debates contra la corrupción.
Fue el último alcalde de Medellín designado mediante decreto entre agosto de 1986 a mayo de 1988. Durante su administración se presentó el Deslizamiento de Villatina y el recrudecimiento del narcoterrorismo del Cartel de Medellín.
Se desempeñó como cónsul de Colombia en Nueva York, embajador en España, precandidato presidencial a las elecciones presidenciales de Colombia de 1990 y Ministro de Comunicaciones adjudicando la telefonía móvil en Colombia. Durante varios años fue columnista de El Espectador.
Casado con Gloria Trujillo tuvo dos hijas: María Alejandra y María José, que debieron exiliarse de Colombia por amenazas de Pablo Escobar.

## Obras
- La razón de las masas: Un análisis del proceso electoral (1970)
- Informe de la comisión senatorial sobre los fondos de inversión (1983)
- La constituyente : para qué (1990)
- Antioquia bajo los Austrias (1996)